# Do dzwonka
Do dzwonka – polski sitcom młodzieżowy, stworzony przez Disney Channel jako polska wersja międzynarodowego formatu Quelli dell’intervallo. Polska wersja jest siedemnastą na świecie adaptacją tego włoskiego sitcomu, a trzecią emitowaną w Polsce (pierwszymi dwoma były wersje brytyjska i amerykańska, obie pod tytułami Gdy zadzwoni dzwonek). Premiera serialu na Disney Channel odbyła się 7 listopada 2010, i wyprodukowano 40 pięciominutowych odcinków.
24 czerwca 2010 w internecie oficjalnie potwierdzono powstanie pierwszego polskiego serialu Disney Channel. Serial Do dzwonka jest polskim odpowiednikiem międzynarodowego formatu, który zadebiutował we Włoszech w 2005 jako Quelli dell’intervallo, a następnie pojawił się w wielu wersjach na całym świecie, m.in. brytyjskiej i amerykańskiej. Obie zatytułowane są As the Bell Rings (Gdy zadzwoni dzwonek) i były emitowane są w Polsce na Disney Channel.
Pierwsza i druga seria składają się z czterdziestu odcinków, trwających około pięć minut. Wszystkie zostały zrealizowane w Warszawie. Serial został wyprodukowany przez FremantleMedia Polska. 18 września 2010 Disney Channel rozpoczął emisję reklamy serialu. Oficjalna premiera pierwszej serii serialu odbyła się 7 listopada tego samego roku. 24 marca 2011 roku potwierdzona została produkcja drugiej serii serialu, której premiera odbyła się 29 października 2011 roku.
Dnia 14 maja 2012 roku stacja Disney Channel wydała oświadczenie, że druga seria była ostatnią serią, ale w zamian za to w październiku 2012 roku na antenie pojawi się spin-off serii o nazwie Do dzwonka Cafe.

## Fabuła
Serial opowiada o jedenastu nastolatkach, którzy w trakcie przerw lekcyjnych próbują radzić sobie z problemami okresu dorastania. Przeżywają rozmaite przygody: randki, rozstania, zawieranie nowych przyjaźni i związków. Często robią sobie nawzajem rozmaite kawały. Akcja produkcji rozgrywa się na korytarzu szkolnym, zaś oknem na świat postaci jest okno budynku szkolnego.

## Obsada
| Aktor                | Rola             | Serie |
| -------------------- | ---------------- | ----- |
| GŁÓWNA OBSADA        |                  |       |
| Agnieszka Doczyńska  | Domi             | 1–2   |
| Iga Krefft           | Aga              | 1–2   |
| Magdalena Osińska    | Natka            | 1–2   |
| Wojciech Rotowski    | Mati             | 1–2   |
| Piotr Janusz         | Kondziu          | 1–2   |
| Marcin Turski        | Seba             | 1–2   |
| Jowita Ryczkowska    | Aldona           | 1–2   |
| Jakub Nowak          | Tadzio           | 1–2   |
| Julia Chatys         | Martyna          | 1–2   |
| Karol Galos          | Arek             | 1–2   |
| Justyna Bojczuk      | Beatka           | 2     |
| OBSADA DRUGOPLANOWA  |                  |       |
| Aleksander Witkowski | Maciej „Kudłaty” | 1–2   |
| Marcin Parafiniuk    | Tytus            | 1–2   |
| OBSADA GOŚCINNA      |                  |       |
| Weronika Piła        | Kasia            | 2     |

## Postacie

### Główne
- Domi – szkolna gwiazda i modnisia. Nie umie śpiewać. Jest w niej zakochany Konrad, ta jednak preferuje Matiego, który jej nie zauważa pochłonięty swoją pasją – muzyką.
- Aga – konkretna i zorganizowana. Redaguje gazetkę szkolną. Jest przewodniczącą klasy. Nieśmiała. Pełni funkcję „kleju” spajającego przyjaźń Natki i Domi. Zakochana w Konradzie.
- Natka – zwariowana ekolożka i wegetarianka. Obrończyni praw zwierząt. Ciągle chce ratować świat, przez co nie zawsze dogaduje się z Domi. Zakochana w Sebie.
- Seba – dowcipniś. Przyjaciel Domi, zakochany w Natce.
- Kondziu – poukładany. Najlepszy przyjaciel Matiego, jednak częściej trzyma z Sebą. Nadopiekuńczy starszy brat. Podkochuje się w Domi. Jest również zakochany w Adze.
- Mati – lubi grać na gitarze. Najlepszy przyjaciel Konrada. Podoba się Domi.
- Tadzio – szkolny kujonek, który doskonale gra w piłkę. Jest zakochany w Aldonie.
- Aldona – sportsmenka. Bohaterka, która uratowała Domi przed skręceniem kostki. Zawsze chodzi w dresie. Zakochana w Tadziu.

### Drugoplanowe
- Martyna – młodsza siostra Konrada, trochę złośliwa. Pomaga Adze w redagowaniu gazetki. Marzy o karierze dziennikarki.
- Arek – lizus. Próbuje wiecznie przypodobać się nauczycielce. Potrafi tańczyć. Jest młodszy od innych, ale ciągle wypomina im to, czego nie powinni robić.
- Maciej „Kudłaty” – obżartuch. Strojem, zachowaniem, a także ksywą nawiązuje do Kudłatego z serialu Scooby Doo.
- Beatka – jest nowa w szkole. Uważana za „podrywaczkę”. Chce być i jest perfekcjonistką w każdej rzeczy, którą wykonuje.
- Kasia – jest dobra w aktorstwie. Umie wszystkich naśladować i jest podobna do Seleny Gomez.

## Odcinki
| Seria | Odcinki | Premiera serii       | Finał serii     |
| ----- | ------- | -------------------- | --------------- |
| 1     | 40      | 7 listopada 2010     | 24 czerwca 2011 |
| 2     | 40      | 29 października 2011 | 30 czerwca 2012 |

### Seria 1: 2010–2011
| Nr | Tytuł                        | Premiera w Polsce |
| -- | ---------------------------- | ----------------- |
| 1  | Reklama szamponu             | 7 listopada 2010  |
| 2  | Impreza klasowa              | 7 listopada 2010  |
| 3  | Ballada                      | 9 listopada 2010  |
| 4  | Pocałunek                    | 11 listopada 2010 |
| 5  | Casting na brata             | 11 listopada 2010 |
| 6  | Teoria prawdopodobieństwa    | 13 listopada 2010 |
| 7  | Nic już nie mów              | 14 listopada 2010 |
| 8  | Dwie połówki... sałaty       | 20 listopada 2010 |
| 9  | Dziewczyna z okładki         | 21 listopada 2010 |
| 10 | Psychozabawa                 | 27 listopada 2010 |
| 11 | Rozmowa kontrolowana         | 28 listopada 2010 |
| 12 | Mikołajki                    | 5 grudnia 2010    |
| 13 | Siła mięśni                  | 12 grudnia 2010   |
| 14 | Football                     | 12 grudnia 2010   |
| 15 | Najstarszy uczeń             | 18 grudnia 2010   |
| 16 | Randka Agi                   | 22 grudnia 2010   |
| 17 | Niezbadany świat             | 22 grudnia 2010   |
| 18 | Turniej tańca                | 25 grudnia 2010   |
| 19 | Dobry zwyczaj - nie pożyczaj | 8 stycznia 2011   |
| 20 | Horror w bibliotece          | 15 stycznia 2011  |
| 21 | Para do nauki                | 16 stycznia 2011  |
| 22 | Plotki                       | 29 stycznia 2011  |
| 23 | (Nie) prawdziwy świat        | 8 lutego 2011     |
| 24 | Academia                     | 12 lutego 2011    |
| 25 | Walentynki                   | 14 lutego 2011    |
| 26 | Dokument                     | 22 lutego 2011    |
| 27 | Luzerka                      | 5 marca 2011      |
| 28 | Księżniczka                  | 8 marca 2011      |
| 29 | Trendsetter                  | 11 marca 2011     |
| 30 | Modna Domi                   | 1 kwietnia 2011   |
| 31 | Przewodniczący klasy         | 16 kwietnia 2011  |
| 32 | Ekspert Mati                 | 16 kwietnia 2011  |
| 33 | Grawitacja                   | 16 kwietnia 2011  |
| 34 | Horoskopy                    | 7 maja 2011       |
| 35 | Fanka                        | 14 maja 2011      |
| 36 | Grzybobranie                 | 21 maja 2011      |
| 37 | Lepkie paluszki              | 29 maja 2011      |
| 38 | Dyżurna                      | 24 czerwca 2011   |
| 39 | Służący na tydzień           | 24 czerwca 2011   |
| 40 | Teledysk                     | 24 czerwca 2011   |

### Seria 2: 2011–2012
| Nr | Tytuł                        | Premiera w Polsce    |
| -- | ---------------------------- | -------------------- |
| 41 | Łowcy duchów                 | 29 października 2011 |
| 42 | Przerwa na reklamę           | 12 listopada 2011    |
| 43 | Retrospekcja                 | 12 listopada 2011    |
| 44 | Udawany chłopak              | 15 listopada 2011    |
| 45 | Uśmiech!                     | 17 listopada 2011    |
| 46 | Widzisz go?                  | 19 listopada 2011    |
| 47 | Arachnofobia                 | 19 listopada 2011    |
| 48 | Całkiem jak Domi             | 20 listopada 2011    |
| 49 | Nieśmiertelny Mati           | 26 listopada 2011    |
| 50 | Nowa uczennica               | 3 grudnia 2011       |
| 51 | Zero osobowości              | 6 grudnia 2011       |
| 52 | Sztuka wojenna               | 9 grudnia 2011       |
| 53 | Zostań gwiazdą               | 10 grudnia 2011      |
| 54 | W dziewczynach siła          | 23 grudnia 2011      |
| 55 | Porozmawiaj ze mną           | 24 grudnia 2011      |
| 56 | Od kogo te kwiaty?           | 31 grudnia 2011      |
| 57 | Patrz!                       | 7 stycznia 2012      |
| 58 | Chłopaki przeciw dziewczynom | 14 stycznia 2012     |
| 59 | Ochroniarz Beatki            | 21 stycznia 2012     |
| 60 | Autograf                     | 28 stycznia 2012     |
| 61 | Ze śmiechem mu do twarzy     | 11 lutego 2012       |
| 62 | Moja mała roślinka           | 14 lutego 2012       |
| 63 | Ciasto w trzy minuty         | 16 lutego 2012       |
| 64 | Śledztwo                     | 25 lutego 2012       |
| 65 | Siła umysłu                  | 8 marca 2012         |
| 66 | Druga szansa                 | 10 marca 2012        |
| 67 | Speed Date                   | 17 marca 2012        |
| 68 | Głowa w walizce              | 25 marca 2012        |
| 69 | Ała!                         | 1 kwietnia 2012      |
| 70 | Chodząca doskonałość         | 7 kwietnia 2012      |
| 71 | Pink Rocker                  | 8 kwietnia 2012      |
| 72 | Śpiewający telegram          | 9 kwietnia 2012      |
| 73 | Licytacja                    | 1 maja 2012          |
| 74 | Wróbel z Niemiec             | 19 maja 2012         |
| 75 | Romeo z piaskownicy          | 30 czerwca 2012      |
| 76 | Pol-ska! Pol-ska!            | 9 czerwca 2012       |
| 77 | Spokój umysłu                | 30 czerwca 2012      |
| 78 | Czy ta czapka może kłamać    | 30 czerwca 2012      |
| 79 | Przemeblowanie               | 30 czerwca 2012      |
| 80 | Bliźniaki                    | 30 czerwca 2012      |